# Цифровий живопис

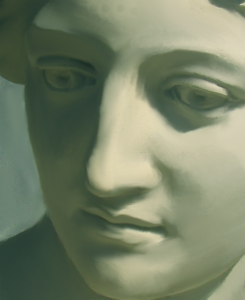
Фрагмент картини «The Woman of Rock», виконаної у Photoshop CS; автор не відомий.

Цифровий живопис — новий вид мистецтва, в якому традиційні техніки живопису, такі як акварель, олія, імпасто та ін., імітуються за допомогою комп'ютера, графічного планшету, стилуса та програмного забезпечення. Цифровий живопис відрізняється від інших форм цифрового мистецтва тим, що в ньому зображення створюється без рендерингу комп'ютерної моделі, натомість техніки живопису використовуються художником безпосередньо в спеціальних комп'ютерних програмах. Всі програми для цифрового живопису намагаються імітувати використання фізичних інстументів через різноманітні пензлі (brushes) і фарбові ефекти (paint effects). В багатьох таких програмах стилізовані пензлі відтворюють у цифровому форматі техніки традиційного живопису — олію, акрил, пастель, вугілля, перо та навіть аерографію. У більшості програм цифрового живопису користувачі можуть створювати свої власні стилі пензлів, використовуючи поєднання текстури і форми. Ця можливість дуже важлива для подолання розбіжностей між традиційним та цифровим живописом.

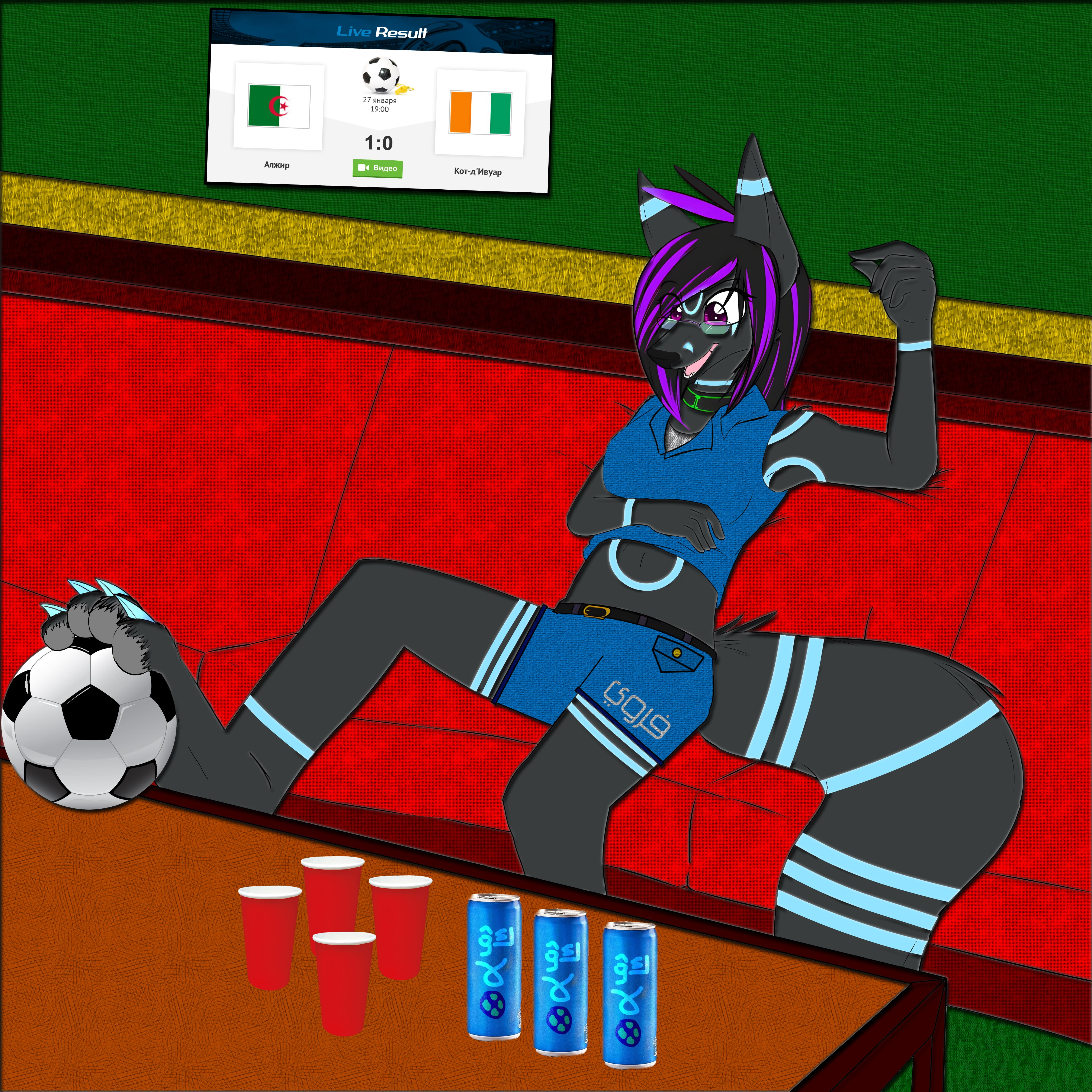
Приклад простого цифрового малюнка – антропоморфна тварина.